# Hantec Markets
Hantec Markets Limited es una empresa global de servicios financieros fundada en 2009. La empresa opera como parte del grupo multinacional Hantec Group. La empresa ofrece servicios de trading, incluyendo el trading de Contratos por Diferencia (CFD, por sus siglas en inglés) en múltiples clases de activos, como divisas, materias primas, metales y criptomonedas.

## Historia
Hantec Markets fue fundada en 2009 por Bashir Nurmohamed y Tang Yu Lap como parte de la expansión de Hantec Group, que había sido fundada en 1990 por Tang Yu Lap en Hong Kong. La marca Hantec ha obtenido varias licencias a lo largo de los años: en 2002, Hantec obtuvo una licencia de la Hong Kong Chinese Gold and Silver Exchange Society. En 2007, el grupo pasó a estar regulado por la Agencia de Servicios Financieros de Japón, y posteriormente, en 2008, obtuvo una licencia de la Comisión Australiana de Valores e Inversiones (ASIC, por sus siglas en inglés).
El objetivo inicial de Hantec Markets era prestar servicios financieros regulados en el Reino Unido, para lo cual obtuvo su licencia de la Autoridad de Conducta Financiera (FCA, por sus siglas en inglés) en 2009. Comenzó su expansión global por Latinoamérica, África y Asia en 2015, cuando la empresa se constituyó en Mauricio en enero, obteniendo una licencia de la Comisión de Servicios Financieros de Mauricio. La empresa estableció oficinas clave en Nigeria en 2017, Tailandia en 2019 y Chile en 2022 para expandir sus servicios a África, Asia y Latinoamérica, respectivamente.
En 2023, Hantec Markets fue reconocida con varios premios del sector, entre ellos el de "El Bróker más Transparente a Nivel Mundial" y "Bróker más Confiable de África" en los Global Forex Awards. La empresa también fue nombrada "El Mejor Bróker de Asia" y recibió el reconocimiento a la "Mejor Experiencia de Trading en Latinoamérica" y "Bróker más Confiable de Latinoamérica" en el mismo evento. Otros galardones fueron otorgados por los UF Awards APAC, que reconocieron a Hantec Markets como el "Bróker más Confiable de Asia", y por Forex Expo Dubai, que nombró a la empresa "Mejor Proveedor de Seguridad de Fondos para Operadores a Nivel Mundial".

## Actividades
Hantec Markets opera como filial de Hantec Group. Ofrece operaciones con CFD sobre múltiples activos en ordenadores, dispositivos móviles y web para diferentes productos, incluyendo divisas, índices, metales, acciones, materias primas y criptomonedas. El bróker ha tenido patrocinios de marcas destacadas en los últimos años, como el patrocinio del Haas F1 Team en 2022 y los patrocinios del Atlético de Madrid y el Fortaleza Esporte Clube en 2025. En 2024, Hantec Markets introdujo un producto que permite a los traders participar en el trading de pares de CFD, ofreciendo la posibilidad de operar con acciones o índices en pares. Esto fue seguido por el lanzamiento de su herramienta InsightPro en 2025, que ofrece análisis de mercado y señales de trading en tiempo real mediante IA, un avance que llevó a Hantec Markets a ganar el premio “Mejor Herramienta de Trading” en los Forex Brokers Awards 2025. La empresa también ofrece Hantec Social, una plataforma de copy trading que permite a los usuarios replicar las operaciones de traders profesionales, y una aplicación de trading móvil llamada Hantec Mobile, que se lanzó en 2023.

## Operaciones
La marca Hantec está regulada en varias jurisdicciones clave, entre ellas el Reino Unido, Australia, Japón, Hong Kong y Mauricio. La empresa ha establecido oficinas en el Reino Unido, Mauricio, Tailandia, Nigeria y Chile. Su plantilla global está formada por más de 500 empleados, con operaciones en Latinoamérica, África y Asia Hantec Markets está dirigida por Bashir Nurmohamed como director ejecutivo y Nader Nurmohamed como director de operaciones. Hantec Markets también participa en iniciativas benéficas, como el apoyo a la Cruz Roja durante las inundaciones de 2024 en Brasil y Tailandia.